# Santosh Yadav
Santosh Yadav (Joniyawas, 10 de octubre de 1967) es una montañista india. Es la primera mujer en el mundo en escalar el Monte Everest dos veces, y la primera mujer en escalar con éxito el Everest desde la cara de Kangshung. Subió a la cima por primera vez en mayo de 1992 y luego otra vez en mayo de 1993. 
Durante su misión en el Everest de 1992, salvó la vida de otro escalador, Mohan Singh, al compartir su oxígeno con él. 

## Primeros años y educación
Nació en el pueblo de Joniyawas, en el distrito Rewari del estado de Haryana, India. Asistió al Maharani College en Jaipur, donde podía ver a montañeros desde su habitación. Se inspiró en esto para unirse al Instituto Nehru de Montañismo de Uttarkashi mientras continuaba con éxito sus estudios para los exámenes del Servicio Administrativo Indio (IAS) en un albergue provisto por la Fundación de Montañeros de la India en Connought Place, Nueva Delhi.
A los 20 años, en 1992, Yadav escaló el Everest, convirtiéndose en la mujer más joven del mundo en lograr esta hazaña. En doce meses, se convirtió en miembro de una expedición de mujeres indo-nepalesas, y escaló el Everest por segunda vez, estableciendo así el récord como la única mujer que ha escalado el Everest dos veces. Actualmente, es oficial de la policía fronteriza indo-tibetana. Formó parte del campamento internacional de escalada y expedición de nueve naciones a Nun Kun en 1989.     
Fue galardonada con el premio Padma Shri en 2000.

## Expediciones
- En 1999, Santosh Yadav dirigió una expedición de montañismo indio desde la Cara del Kangshung, Everest.[5]
- En 2001, dirigió el equipo de montañismo desde la Cara Este, Monte Everest.[5]